# Qazaqstan Superkubogy 1995
La Qazaqstan Superkubogy 1995 è stata la 1ª edizione della Supercoppa kazaka.
La partita si è disputata allo Stadio Centrale di Almaty tra Elimaı, vincitore del campionato, e Vostok Óskemen, vincitore della coppa nazionale. L'Elimaı si è aggiudicato il trofeo battendo il Vostok Óskemen col punteggio di 2-0.

## Tabellino
| Arbitro: | Mïzraxïl' (Almaty) |

|                              |           |  |
| Mïroşnïçenko 29’ Glwşkov 59’ | Marcatori |  |

| Elimaý | Vostok Öskemen |